# Harpactea rubicunda
De Harpactea rubicunda (tên tiếng Anh: grote schorscelspin) là một loài nhện trong họ Dysderidae.
Loài này thuộc chi Harpactea en được miêu tả năm 1838 bởi Carl Ludwig Koch. Loài này được phát hiện ở België.